# A dalt de tot
A dalt de tot (en coreà, 탑; romanització revisada, tab; lit. ‘Torre’) és una pel·lícula dramàtica sud-coreana del 2022 escrita, produïda, dirigida, editada i escrita per Hong Sang-soo. S'ha subtitulat al català.

## Sinopsi
El film segueix el cineasta Byung-soo i la seva filla separada Jeong-su mentre visiten un edifici propietat de la senyora Kim, comparteixen un àpat i coneixen altres persones que viuen a l'edifici. El mateix patró sembla que es repeteix diverses vegades en diferents variacions. Byung-soo, més tard, comença una relació amb una dona a l'edifici i es muda a un dels apartaments.

## Repartiment
- Kwon Hae-hyo com a Byung-soo[5]
- Lee Hye-young com a Sra Kim[5]
- Park Mi-so com a Jeong-su[5]
- Song Seon-mi com a Sunhee[5]
- Cho Yun-hee com a Jiyoung[6]
- Shin Seok-ho com a cambrer[4]